# Archibald Colquhoun
Archibald Colquhoun (16 novembre 1912 – 22 marzo 1964) è stato un letterato e traduttore inglese.
Primogenito di una benestante famiglia cattolica scozzese, frequentò la Christ Church ad Ampleforth e Oxford, terminando i suoi studi al Royal College of Art.
Verso la fine degli anni Trenta, iniziò a frequentare l'Italia, assumendo la carica di direttore del British Institute di Napoli.
Durante la seconda guerra mondiale operò come ufficiale dell'intelligence britannica con il grado di maggiore in Africa e in Italia; in quest'ultima fu identificato talvolta con la sigla GSI (General Staff Intelligence). La sua conoscenza della lingua italiana gli permise di giocare un efficace ruolo di mediazione tra le truppe inglesi, le forze partigiane e la popolazione italiana; in particolare, svolse un ruolo significativo nei contatti strategici tra la 8ª Armata britannica con la 28ª Brigata Garibaldi "Mario Gordini" operante nel Ravennate, in ringraziamento del quale ottenne nel 1945 la cittadinanza onoraria di Ravenna. Attuò inoltre la selezione degli I.I.L.O.'s, ufficiali italiani di collegamento inquadrati nell'8ª Armata.
Dopo la guerra, fu per qualche periodo direttore del British Institute di Siviglia, in Spagna, carica che abbandonò per concentrarsi totalmente sulla sua attività di scrittore, traduttore, editore ed anche pittore, fino alla sua prematura scomparsa nel 1964.
Attento conoscitore della letteratura italiana, tradusse per primo in inglese alcune opere significative di Alessandro Manzoni, Italo Svevo, Giuseppe Tomasi di Lampedusa, Mario Rigoni Stern, Italo Calvino, Leonardo Sciascia.
La sua traduzione de I promessi sposi lo impegnò per cinque anni ed ebbe notevole successo, come pure la sua biografia del Manzoni.
I registi Luchino Visconti e Mario Soldati gli chiesero di curare i dialoghi inglesi dei film Il Gattopardo e Guerra e pace.
Trascorse gli ultimi anni al monastero dei Cistercensi nel castello di Arlington, morendo per un'infezione al fegato nel vicino ospedale.